# 藤波季忠
藤波 季忠（ふじなみ すえただ）は、江戸時代中期から後期にかけての日本の公卿、神宮祭主。

## 生涯
下冷泉家12代当主冷泉宗家の次男として、元文4年（1739年）に生まれる。寛延4年9月25日（1751年11月12日）、男児に恵まれなかった藤波和忠の養子となり、同年中に叙爵。翌宝暦2年2月24日（1752年4月8日）に14歳で元服し、昇殿を許された。明和4年（1767年）、従三位となり、公卿に列せられた。
安永7年（1778年）、祭主職を藤波寛忠に譲った。伊子との間には実子義道がいたが、寛政11年（1799年）、菅原氏流地下家若江家の長公の養子となった。養父和忠に大中臣氏二門の男児が生まれた以上、祭主職はその男児すなわち寛忠に継承された。季忠の祭主職就任は特例にして中継ぎであった。
天明7年12月2日（1788年1月9日）、直衣を許される。享和2年3月23日（1802年4月25日）、妻・伊子に先立たれる。文化10年（1813年）、75歳で薨去した。

## 官歴
| - 宝暦元年12月22日（1752年2月6日）、従五位下 - 宝暦2年2月24日（1752年4月8日）、左京大夫 - 宝暦2年7月1日（1752年8月10日）、神祇権大副 - 宝暦5年3月3日（1755年4月14日）、従五位上 - 宝暦9年1月24日（1759年2月21日）、正五位下 - 宝暦12年1月22日（1762年2月15日）、祭主 - 宝暦12年2月8日（1762年3月3日）、造両太神宮使 - 宝暦13年1月5日（1763年2月17日）、従四位下 - 宝暦13年2月11日（1763年3月25日）、伊勢権守、神祇権大副如元 - 宝暦13年10月30日（1763年12月4日）、従四位上 - 明和元年10月6日（1764年10月30日）、神祇大副へ転任、権守・大夫如元 - 明和元年11月13日（1764年12月5日）、正四位下 - 明和2年5月25日（1765年7月12日）、服解 - 明和2年7月26日（1765年9月11日）、除服出仕復任 - 明和2年12月6日（1766年1月16日）、服解 - 明和3年1月27日（1766年3月7日）、除服出仕復任 - 明和3年12月10日（1767年1月10日）、伊勢権守秩満 | - 明和4年1月13日（1767年2月11日）、造両太神宮使に還補 - 明和4年1月16日（1767年2月14日）、従三位、神祇大副如元 - 明和6年8月18日（1769年9月17日）、服解 - 明和6年10月9日（1769年11月6日）、除服 - 明和8年11月24日（1771年12月29日）、正三位 - 安永6年11月13日（1777年12月12日）、従二位 - 安永7年9月26日（1778年11月14日）、祭主を譲任 - 天明2年2月15日（1782年3月28日）、両太神宮造宮使 - 天明2年9月3日（1782年10月9日）、両太神宮造宮使を辞任 - 天明6年6月19日（1786年7月14日）、神祇大副を辞任 - 寛政10年4月22日（1798年6月6日）、正二位 - 享和2年2月、両太神宮造宮使再任 - 享和2年3月2日（1802年4月4日）、造宮使を辞任 - 享和2年7月21日（1802年8月18日）、造宮使 - 享和3年8月30日（1803年10月15日）、造宮使を辞任 - 文化6年2月7日（1809年3月22日）、造宮使 - 文化7年5月17日（1810年6月18日）、造宮使を辞任 |

## 系譜
- 父：冷泉宗家
- 母：清閑寺熈定の娘
  - 兄弟：冷泉為晴、冷泉為栄
- 養父：藤波和忠
- 養母：牧野英成の娘
  - 養兄弟：藤波駿麿、藤波寛忠
- 妻：藤波伊子
  - 男子：若江公義 - 若江長公養子
  - 養子：藤波寛忠 - 養父和忠の実子
  - 女子：季子（梅小路） - 江戸城大奥上臈